# Santa Magdalena d'Olot
Santa Magdalena és una capella a la ciutat d'Olot (Garrotxa) protegida com a bé cultural d'interès local. Aquesta església ha donat nom al pont medieval de Santa Magdalena (el més antic que es conserva a Olot) i a la placeta al costat de l'antic Palau de l'abat de Ripoll (avui destruït). Es troba, donc, ran del camí històric d'accés al primer nucli de la vila d'Olot, bastit entorn del santuari de Santa Maria (anterior al segle IX), anomenat més tard del Tura.
Tenim notícies històriques de l'existència d'una capella al segle xv, però l'actual fàbrica data de 1935. La façana de pedra que actualment presenta, amb llinda de 1770, pertanyia a una capella anterior. En el seu interior s'hi venera una talla de Santa Maria Magdalena, pintada en època recent, dels segles XVII-XVIII.
Al mateixa parcel·la on avui hi ha aixecada aquesta esglesiola hi va haver antigament el Palau de l'abat de Ripoll. Segons unes notes del segle xv, a l'interior d'aquest palau ja s'hi venerava Santa Magdalena en una capella. La primitiva església ja era edificada, doncs, l'any 1484; i al 1512 ja consta que hi ha l'oratori. En el transcurs del temps aquesta esglesiola ha estat modificada en diverses ocasions. De les primitives fàbriques no n'ha quedat cap fragment, només una part de la façana del segle xviii.